# Paoli (Indiana)
Pour les articles homonymes, voir Paoli.
La ville de Paoli est le siège du comté d'Orange, situé dans l’État de l’Indiana, aux États-Unis. Sa population s’élevait à 3 677 habitants lors du recensement de 2010, estimée à 3 621 habitants en 2017.

## Histoire
La ville prend son nom de Pasquale Paoli Ash, fils de Samuel Ashe, gouverneur de Caroline du Nord qui avait baptisé son fils du nom de Pascal Paoli.